# رود سومکا
رود سومکا (انگلیسی: Sumka) یک رودخانه در تاتارستان کشور روسیه است.